# Journal of the Horticultural Society of London
Journal of the Horticultural Society of London (abreviado J. Hort. Soc. London) fue una revista con ilustraciones y descripciones botánicas que fue editada en Londres por la Real Sociedad de Horticultura. Se publicaron 9 números, uno por año, en los años 1846-1855. Fue reemplazada por Journal of the Royal Horticultural Society.